# Saison 1 de Barry
Chronologie
Saison 2
Cet article présente les épisodes de la première saison de la série télévisée américaine Barry diffusée du 25 mars au 13 mai 2018 sur HBO.

## Distribution

### Acteurs principaux
- Bill Hader (VF : Emmanuel Garijo) : Barry Berkman / Barry Block
- Sarah Goldberg (VF : Ingrid Donnadieu) : Sally Reed
- Stephen Root (VF : Paul Borne) : Monroe Fuches
- Glenn Fleshler (en) (VF : Marc Perez) : Goran Pazar
- Anthony Carrigan (VF : Damien Boisseau) : NoHo Hank
- Henry Winkler (VF : Nicolas Marié) : Gene Cousineau

### Invités
- Tyler Jacob Moore : Ryan Madison
- Larry Hankin : Stovka
- Jon Hamm : lui-même

## Épisodes

### Épisode 1:Chapitre un: Visez juste
- États-Unis : 25 mars 2018 sur HBO

- États-Unis : 564 000 téléspectateurs[1] (première diffusion)

### Épisode 2:Chapitre 2: Laissez parler vos émotions
- États-Unis : 1er avril 2018 sur HBO

- États-Unis : 641 000 téléspectateurs[2] (première diffusion)

### Épisode 3:Chapitre trois: Ne choisissez pas la facilité
- États-Unis : 8 avril 2018 sur HBO

- États-Unis : 595 000 téléspectateurs[3] (première diffusion)

### Épisode 4:Chapitre quatre: Restez fidèles... à vos désirs
- États-Unis : 15 avril 2018 sur HBO

- États-Unis : 511 000 téléspectateurs[4] (première diffusion)

### Épisode 5:Chapitre cinq: Faites votre boulot
- États-Unis : 22 avril 2018 sur HBO

- États-Unis : 643 000 téléspectateurs[5] (première diffusion)

### Épisode 6:Chapitre six: Écoutez avec les oreilles, réagissez avec le visage
- États-Unis : 29 avril 2018 sur HBO

- États-Unis : 560 000 téléspectateurs[6] (première diffusion)

### Épisode 7:Chapitre sept: Fort, vite et ne vous arrêtez jamais
- États-Unis : 6 mai 2018 sur HBO

- États-Unis : 636 000 téléspectateurs[7] (première diffusion)

### Épisode 8:Chapitre huit: Traquez la vérité
- États-Unis : 13 mai 2018 sur HBO

- États-Unis : 548 000 téléspectateurs[8] (première diffusion)